# Sonja Henie

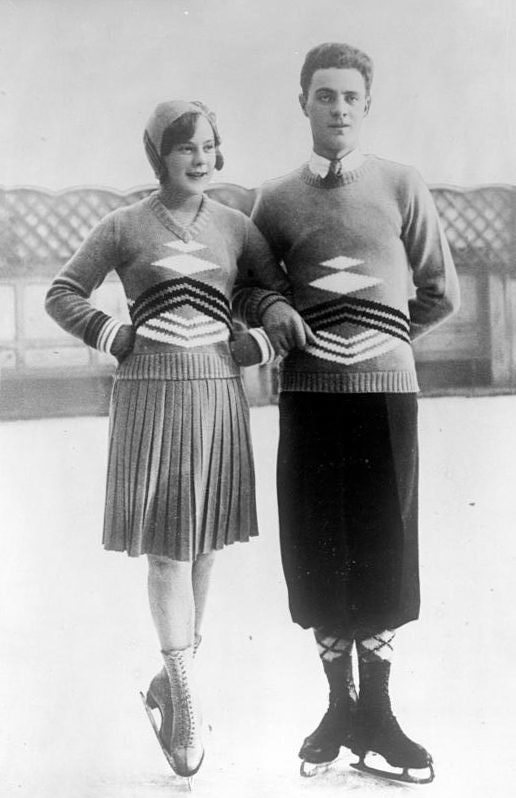
Sonja Henie och Karl Schäfer, 1932.

Sonja Henie, född 8 april 1912 i Kristiania i Norge, död 12 oktober 1969 på ett ambulansflyg från Paris på väg till Oslo, var en norsk konståkare och skådespelare. Hon var världens bästa kvinnliga konståkare från mitten av 1920- till mitten av 1930-talet med sammanlagt tre OS-guld, tio VM-guld och sex EM-guld.

## Biografi

### Uppväxt
Sonja Henie föddes i nuvarande Oslo som dotter till affärsmannen Wilhelm Henie och Selma Lochman Nielsen. Fadern hade varit världsmästare i cykling och barnen Henie uppmuntrades att hålla på med olika idrotter. Sonja Henie visade sig ha talang för skidåkning men tog senare efter sin bror Leif och började med konståkning.

### Idrottskarriär
Henie vann sin första stora tävling när hon vann norska mästerskapet i konståkning för juniorer då hon bara var tio år gammal. När hon var 11 år deltog hon i Vinter-OS 1924 och kom då på åttonde plats av åtta deltagare. Under programmet 1924 åkte hon till sidan av rinken flera gånger för att få råd från sin tränare. Tre år senare tog hon sitt första av tio VM-guld och året därpå sitt första av tre OS-guld. Dessutom vann hon sex raka Europamästerskap.

### Filmkarriär
Henie filmdebuterade 1927 i stumfilmen Sju dagar för Elisabeth. Hon blev en av Hollywoods högst betalda aktriser och medverkade där i tolv filmer under åren 1937–1948. Hon dominerade damernas konståkning åren 1927–1936 och har rekord i antal OS- och VM-titlar i sin gren. Hon tog OS-guld 1928, 1932 och 1936.
År 1936 blev hon proffs och medverkade i ett antal amerikanska och brittiska filmer 1936–1958 samt uppträdde i olika isshower. Hon var gift tre gånger. Tillsammans med sin siste man skeppsredaren Niels Onstad grundade hon en stiftelse som förvaltar konsthallen Henie-Onstad kunstsenter. Hon har en stjärna på Hollywood Walk of Fame.

## Meriter
- OS-guld 1928, 1932, 1936[6]
- VM-medaljer 10 guld,[6] 1 silver
- EM-medaljer, 6 guld[6]

| Tävling/År        | 1923 | 1924 | 1926 | 1927 | 1928 | 1929 | 1930 | 1931 | 1932 | 1933 | 1934 | 1935 | 1936 |
| Norska mästerskap | 1    | 1    | 1    | 1    | 1    | 1    | -    | -    | -    | -    | -    | -    | -    |
| Europamästerskap  | -    | -    | -    | -    | -    | -    | -    | 1    | 1    | 1    | 1    | 1    | 1    |
| Världsmästerskap  | -    | 5    | 2    | 1    | 1    | 1    | 1    | 1    | 1    | 1    | 1    | 1    | 1    |
| Vinter-OS         | -    | 8    | -    | -    | 1    | -    | -    | -    | 1    | -    | -    | -    | 1    |

## Filmografi (urval)
- 1927 – Sju dagar för Elisabeth
- 1936 – One in a Million
- 1939 – Andra fiolen
- 1939 – Oss rivaler emellan
- 1941 – Glädjens serenad
- 1942 – Iceland
- 1943 – Glada hotellet
- 1948 – Grevinnan av Monte Cristo